# Harde

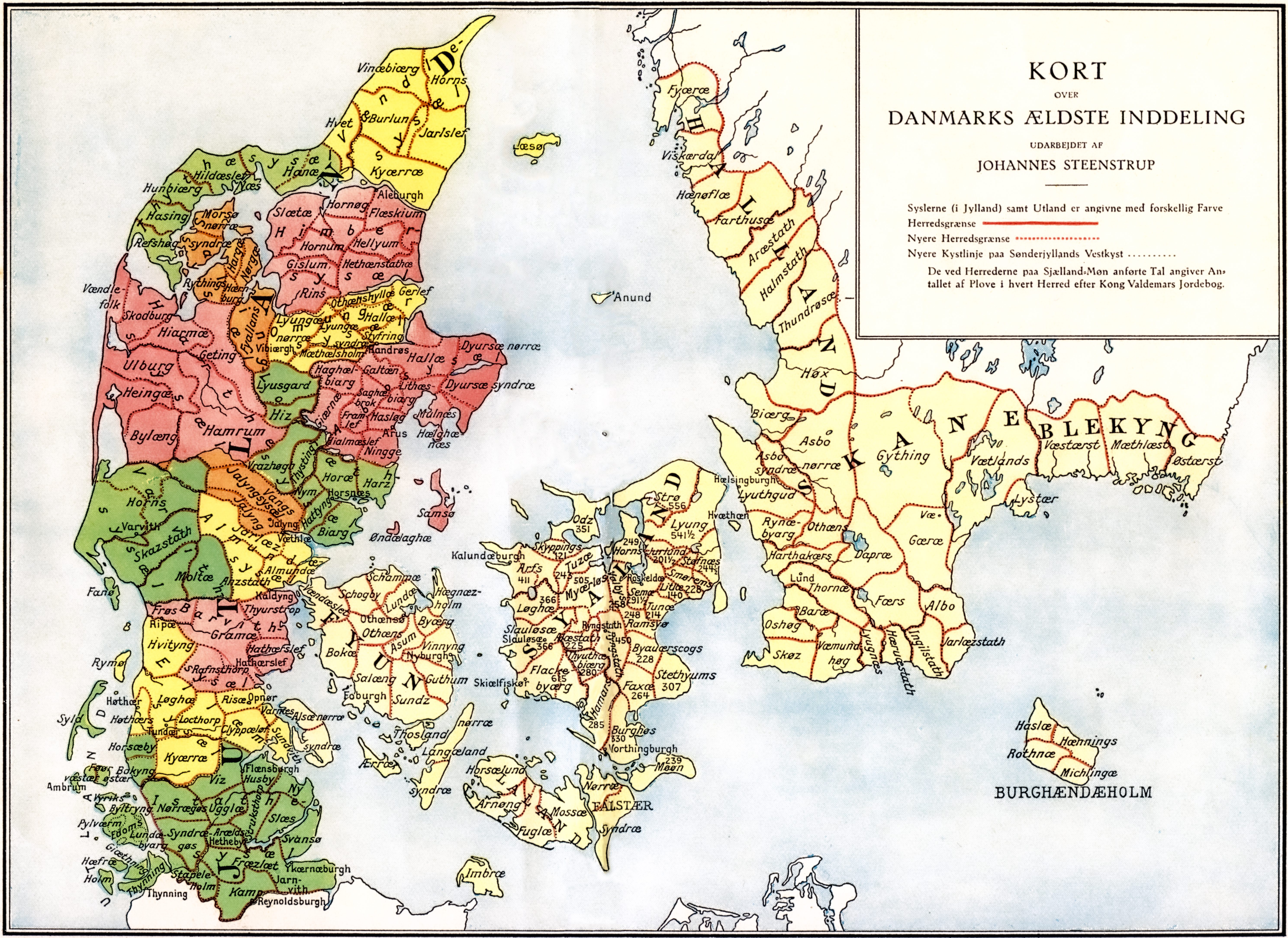
Harden in Dänemark im Mittelalter

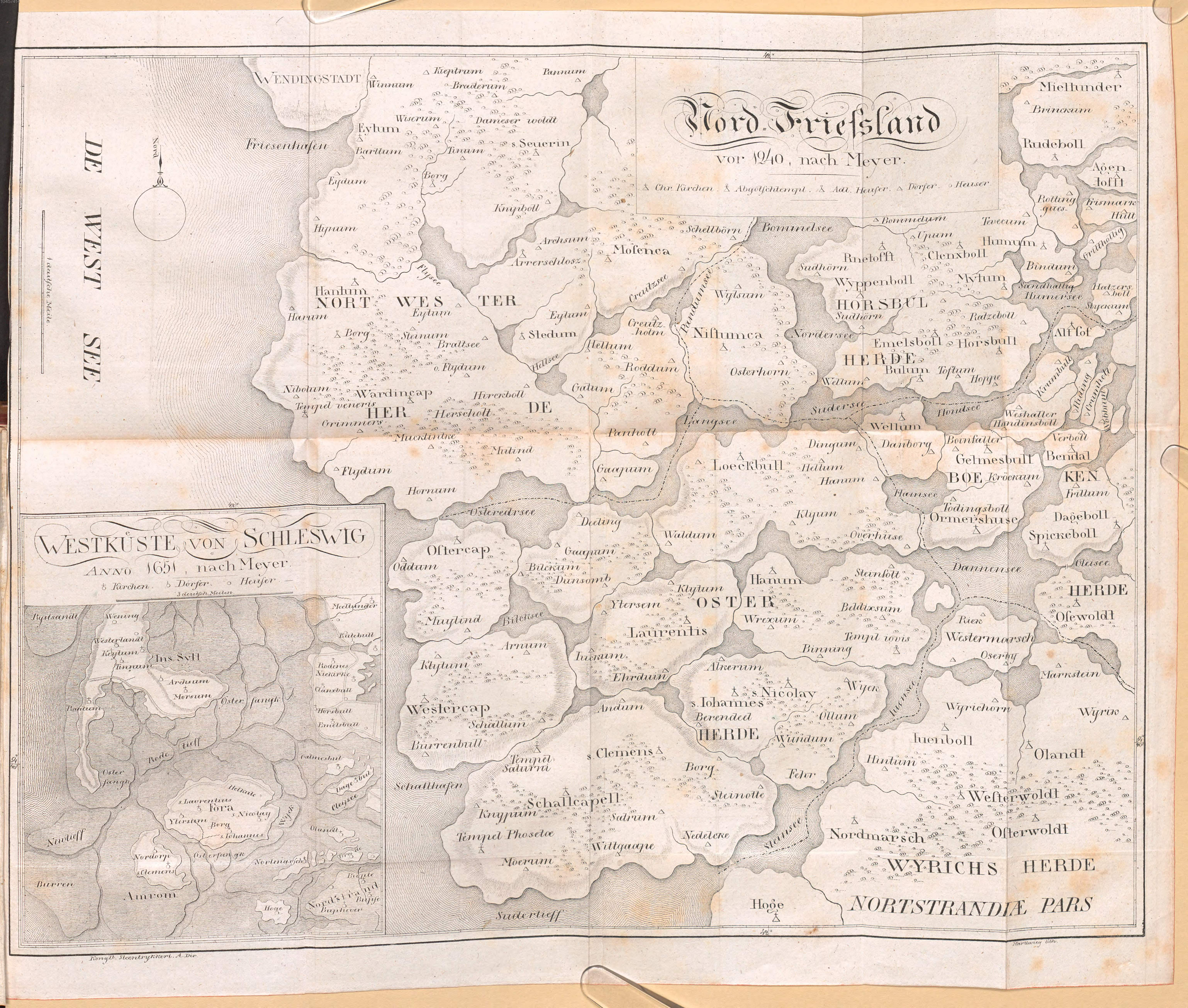
Vom Kartographen Mejer rekonstruierte Inseln und Harden in Nordfriesland vor 1840

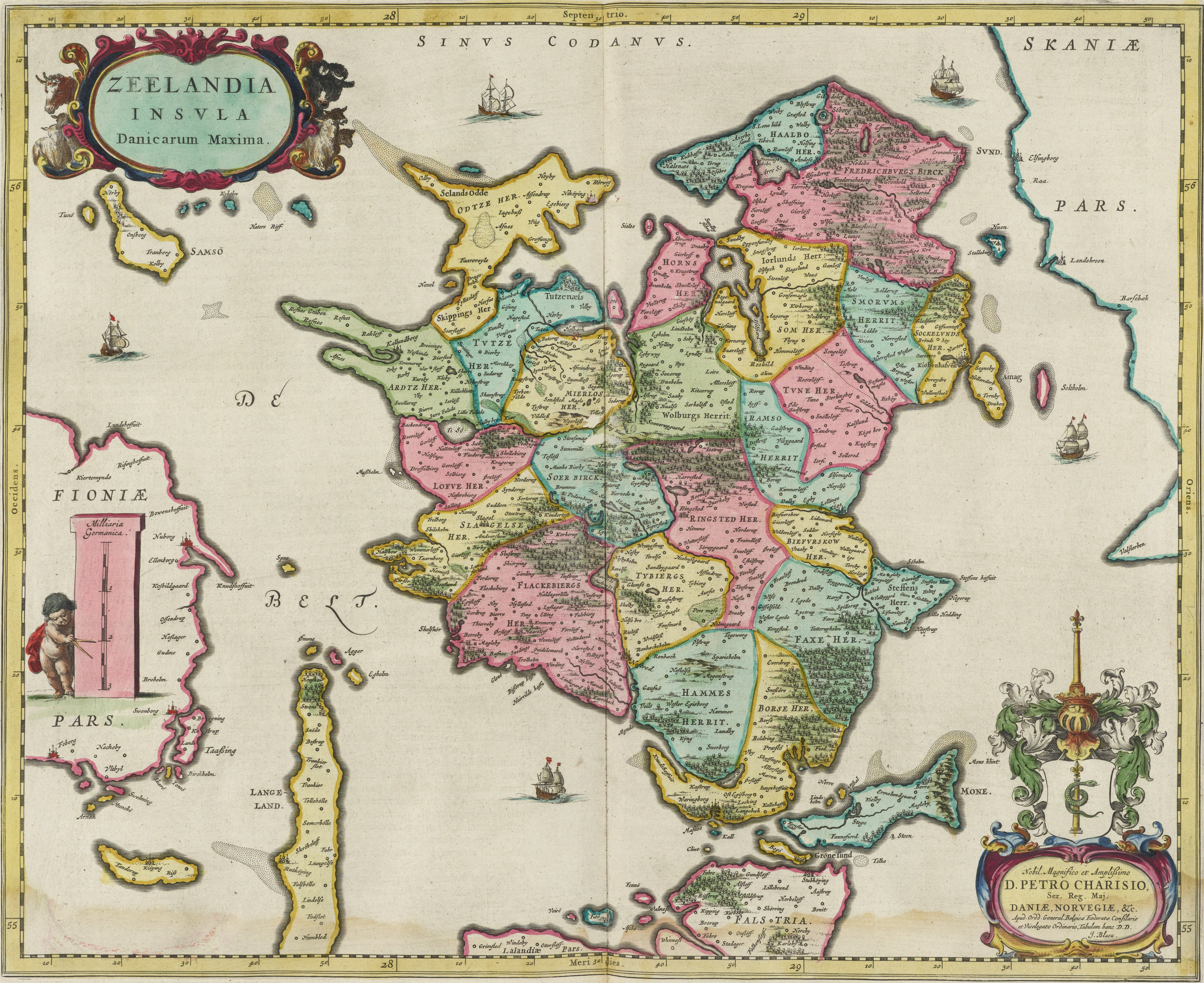
Harden (herrit) von Seeland 1665

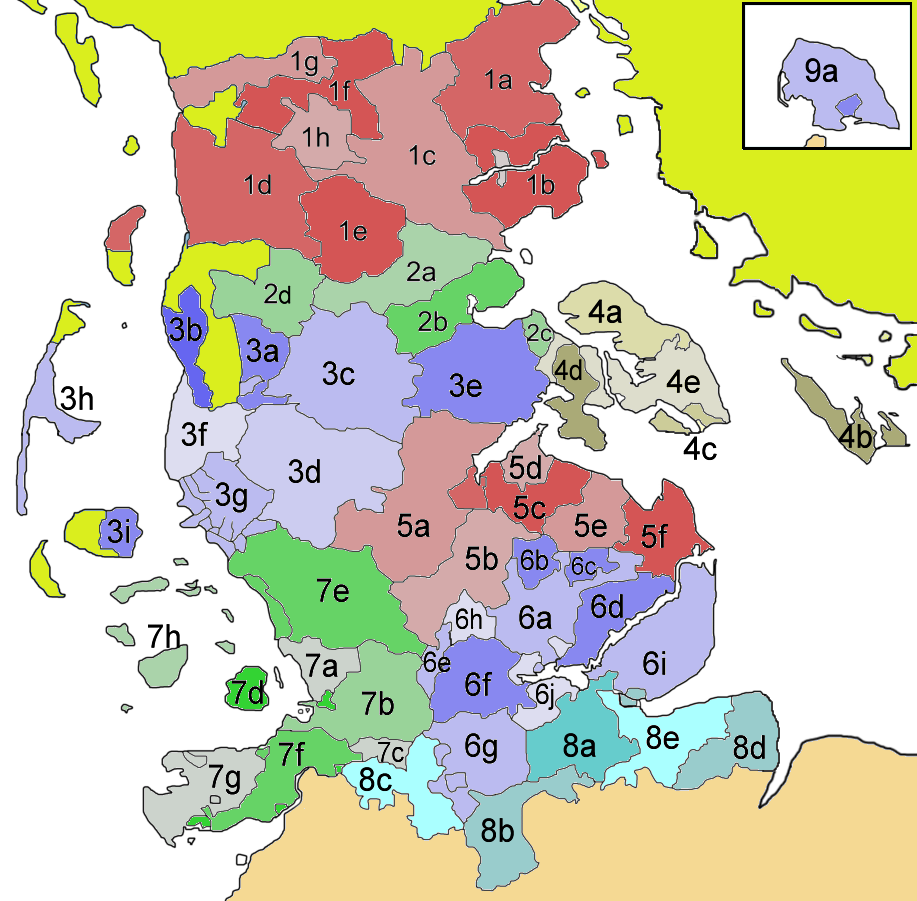
Harden in Schleswig bis 1865

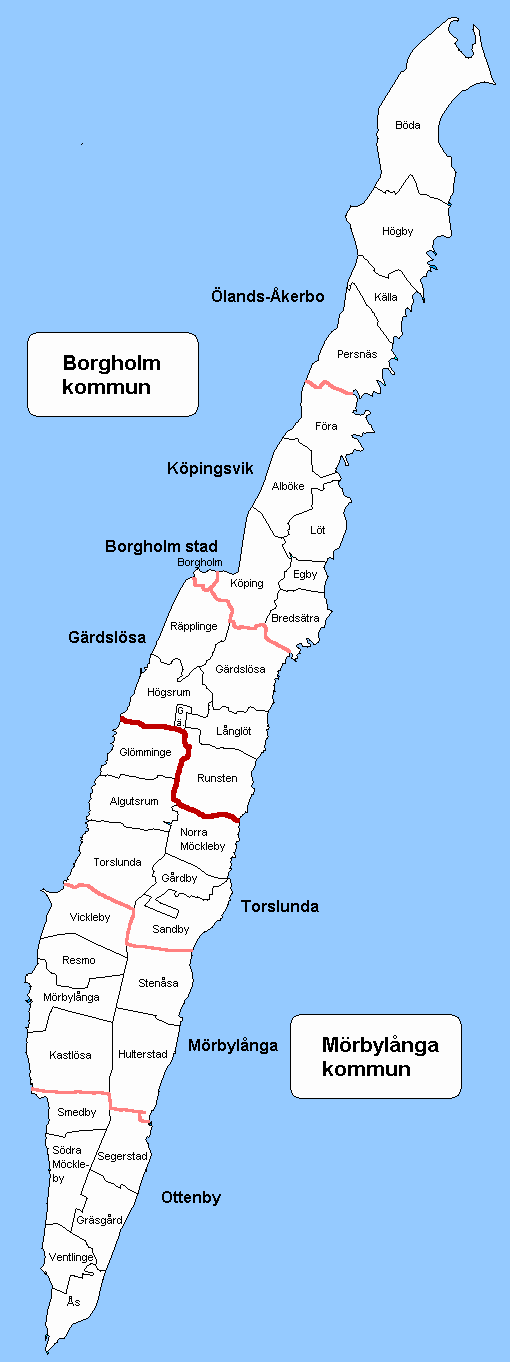
Harden auf der schwedischen Insel Öland

Als Harden, früher auch Herden genannt, bezeichnete man in Skandinavien, namentlich im späteren Dänemark (einschließlich des Herzogtums Schleswig und der Provinzen östlich des Öresunds) und in Teilen des späteren Schwedens und Norwegens, die unteren Verwaltungsbezirke. Der Begriff bedeutete ursprünglich etwa „Hundertschaft“ und lautet in den skandinavischen Sprachen schwedisch härad (altschwedisch hæraþ), dänisch/norwegisch (Bokmål/Riksmål) herred, neunorwegisch (Nynorsk) herad und isländisch hérað.

## Etymologie
Die Etymologie des Wortes Harde ist umstritten. Meist wird angenommen, dass das Wort aus zwei Teilen bestehe: hær „Schar“ und einem Wort, das mit ride „reiten“ verwandt ist (ahd. hariraida, heriraita). Die Bedeutungsentwicklung kann also von „reitende Schar“ über „Schar, die zur gleichen Stelle reitet“ zu „Gebiet einer gemeinsamen Versammlungsstätte, Thingplatz, Opferstätte“ verlaufen sein – oder von „reitende Schar“ als militärische Einheit zu „Siedlungsraum“ einer reitenden Schar.
Die dänische Harde bestand im Mittelalter aus ein bis vier Schiffen. Da die Schiffsgröße wesentlich einheitlicher war als die Größe einer Harde, ist die Einteilung in Harden als älter anzusehen als die Schiffseinteilung, die in die Wikingerzeit zurückreicht.
Aus einem altdeutschen Gesetz geht hervor, dass ein heriraita aus 42 Mann bestand. In den ältesten angelsächsischen und friesischen Gesetzen wird hær für 36 Mann gebraucht. Da die Schiffsbesatzung nach mittelalterlichen Quellen ca. 42 Mann betrug, geht man davon aus, dass in der Eisenzeit und danach eine Harde ein Gebiet umfasste, das ein solches Schiff bemannen konnte.

## Geschichte

### Mittelalter
In historischer Zeit waren die Harden keine Militärdistrikte mehr, sondern sie erhielten die Bedeutung als Rechtskreise um ein Hardenthing. Eine Harde umfasste mehrere Siedlungen, die gemeinsam ihren Beitrag für die Landesverteidigung zu leisten hatten. Die Versammlung der Einwohner, das Hardesting, bekam immer mehr Bedeutung als ordentliches Untergericht. Leiter desselben war ein vom Landesherrn ernannter Hardesvogt, der in der Regel aus der Mitte der Einwohner gestellt wurde.
Im Zuge der Christianisierung wurde zunächst in jeder Harde eine erste Hardeskirche errichtet, von der dann weitere Kirchspiele abgelegt wurden. Diese entwickelten sich zu untergeordneten Verwaltungseinheiten, bekamen jedoch keine Bedeutung als Polizei- und Gerichtsbezirke.
In Jütland inklusive des sich um 1200 entwickelnden Herzogtum Schleswigs (=Sønderjylland) waren mehrere Harden in Syssel zusammengefasst, die vermutlich ebenso alt sind und deren ursprüngliche Bedeutung ebenfalls schwierig zu deuten ist. Diese wurden im 14. Jahrhundert durch die Lehnsdistrikte bzw. Ämter verdrängt, welche sich um die inzwischen entstandenen landesherrlichen Burgen entwickelten.
Die Hardeneinteilung wurde von König Erich von Pommern bei seiner großen Reform in der finnischen Verwaltung 1405–1407 auch in Finnland eingeführt.
Nach Norwegen kamen die Harden als Rechtsbegriff von Dänemark über das damals noch norwegische Bohuslän. Da das Wort auch anderswo in Norwegen zu finden ist, ist von zwei Bedeutungen auszugehen:
1. eine bestimmte rechtliche Organisation und
2. eine kleine Siedlung.

Letztere Bedeutung war die meistverbreitete. Der juristische Hardenbegriff, der an das Hardenthing anknüpft, breitete sich über Ostnorwegen, Oppland und Gudbrandsdalen aus.
Geschwächt wurde die Stellung der Harden ab dem Spätmittelalter dadurch, dass sowohl mit Stadtrechten bewidmete Städte, adlige Güter, geistliche Besitzungen und ab dem 17. Jahrhundert auch Oktroyierte Köge (eine Besonderheit im Herzogtum Schleswig) eigene Gerichts- und Polizeibezirke wurden. Dennoch behielten die Harden ihre Funktion als landesherrliche Untergerichts- und Polizeibezirke.
Ursprünglich waren die Hardesvögte eingesessene Bauern. Obwohl vom Landesherren zu ernennen, wurde das Amt nicht selten vererbt. Ab dem 17. Jahrhundert wurden die rechtlichen Verhältnisse komplizierter, und man ging immer mehr dazu über, gelehrte Juristen als Hardesvögte anzustellen. Dies brachte gewisse Probleme mit sich, da alte Gewohnheitsrechte oftmals noch mehr Autorität besaßen als neu erlassene Verordnungen und Gesetze. Dennoch setzte sich die landesherrliche Verwaltung hier allmählich durch.

### Neuzeit
In der Neuzeit kam es in Dänemark 1791 zu einer Neuordnung sämtlicher Verwaltungsgrenzen, so dass die dortigen Harden zu abgerundeten Territorien wurden. Eine Reform der Ämter und Harden in Schleswig blieb jedoch aus. Erst 1850 vereinheitlichte man einige Amts-, Hardes- und Kirchspielsgrenzen, und mit der Verordnung vom 3. Juni 1853 fügte man die adligen Güter, die oktroyierten Köge und die verbliebenen geistlichen Besitzungen wieder in die Harden ein.
Nach dem Ende des Deutsch-Dänischen Krieges und der Gründung der preußischen Provinz Schleswig-Holstein wurde in dieser am 22. Juni 1867 eine neue Gerichtsordnung eingeführt: Die im Prinzip heute noch bestehenden Amtsgerichte ersetzten die alten Hardes- und Stadtgerichte. Die Harden fungierten nur noch als Polizeidistrikte und hießen fortan Hardesvogteien. Es folgte eine erneute Abtrennung der adligen Güter. Ab dem 1. Januar 1889 wurden die Hardesvogteien durch kleinere Amtsbezirke ersetzt.
In Dänemark dagegen bildeten die Harden noch bis 1919 die unteren Rechts- und Polizeibezirke. In diesem Jahr wurden die Hardesvögte (dänisch Herredfogeder, Einzahl Herredfoged) endgültig durch in ihren Ämtern getrennte Polizeimeister und Untergerichts-Richter ersetzt. Die Harden blieben als Bezirke jedoch noch bis zur Rechtsreform 1956 bestehen. Bis 1970 bildeten sie noch die Grundlage für die Einteilung Dänemarks in evangelische Propsteien.
Wenn auch die Harden heute verschwunden sind, leben einige ihrer Namen noch als Landschafts- oder (ehemaligen) Amtsbezirksbezeichnungen fort, vor allem in Nordfriesland (Karrharde, Wiedingharde und Bökingharde), Angeln (Husbyharde, Nieharde und Schliesharde), in Nordjütland (Han Herred) und Seeland (Hornsherred, Odsherred). Auch auf dem Geestrücken nördlich der Eider hat sich der Name Hohner Harde bis heute erhalten.
Einige norwegische Kommunen benutzen noch heute die Bezeichnung „herad“ anstelle von „kommune“ in ihrem offiziellen Namen.